# Glomera scandens
Glomera scandens är en orkidéart som beskrevs av Johannes Jacobus Smith. Glomera scandens ingår i släktet Glomera och familjen orkidéer. Inga underarter finns listade i Catalogue of Life.